# 前李朝
前李朝（越南语：／）是指由6世紀中期越南北部地區領袖李賁為開始的萬春國（後稱野能國）割據勢力。由於後來11世紀初出現了李朝，所以這個由李賁建立的勢力又被稱爲前李朝。勢力範圍包括梁朝的交州等鄰近數州，南與占城交通。這勢力一直在斷斷續續地與梁朝爭持下鞏固下來，一直至隋文帝仁壽二年末三年初（603年）被隋朝收復。

## 歷史
李賁於541年十二月集合交州數州人士起兵。交州刺史蕭諮逃亡廣州。皇帝蕭衍下令新州刺史盧子雄、高州刺史孫冏出兵。542年春季，李賁勢力佔領交州州治龍編，並以其為根據地。李賁勢力控制當時位於越南北部，梁朝管轄下的交州和德州地區。
542年間，盧、孫認爲南方正是瘴疫肆虐的季節，向團駐於廣州的廣州刺史萧暎和蕭諮請求秋涼後才出兵。二蕭不允，催促出征。盧、孫二人和軍隊到合浦，因瘴熱發作而死者達六七成。蕭衍收到蕭諮報告，以爲盧、孫二人串通李賁，敕令在廣州赐死。事件激起了盧子雄舊部下周文育、杜僧明等人的不平，導致梁軍反過來進攻廣州。萧暎的部下陳霸先率領三千精銳裝甲士兵平定。周文育和杜僧明成爲陳霸先的部下。543年四月，當時位於越南南部的占城國進攻李賁的地盤，被李賁部下將領范修在德州率兵擊敗。544年正月，李賁自稱「南越帝」，改元天德，建立國號為「萬春」。李南帝的名稱因此而起。冬，蕭暎在廣州病亡。陳霸先被任命為交州司马，領武平太守。
545年五月，以新任交州刺史楊瞟、陳霸先、定州刺史蕭勃爲首的梁朝部隊先後在朱鳶縣和蘇瀝江口擊敗李賁。梁軍包圍李賁退守的嘉寧城。546年正月，梁軍攻陷嘉寧城，李賁逃奔屈獠洞蠻族地區。546年九月，李賁率領二萬人屯駐典澈湖一帶制造船艦，陳霸先指揮軍隊在一個夜晚趁江水漲而注入湖中之時進攻；李賁部眾潰敗，李賁本人又逃奔屈獠洞。
548年李賁逝世後，李賁的兄長李天寶逃到九真郡地區繼續領導抗梁，集結殘部二萬人進攻德州，隨後又北上包圍愛州；但都被陳霸先率軍擊敗。李賁部下將領趙光復則屯駐偏僻的沼澤地區，而李天寶撤退到愛州的上游地區，自稱「桃郎王」，又改國號為「野能」。而趙光復則自稱「趙越王」（或稱「夜澤王」）。550年起梁朝政局混亂，陳霸先率軍北上，後來開創陈朝；交州及鄰近地區空虛，龍編於是又被前李朝控制。李天寶於555年病死，由趙光復和李賁部下同姓將領李佛子分別領導。趙光復和李佛子兩勢力互相爭持，557年李佛子攻打趙光復。最後，雙方以君臣洲为界，將地盤一分爲二：以北屬李佛子、以南屬趙光復。571年，趙光復逝世；李佛子勢力兼併了趙光復勢力，占领了全部地盤，根據地在峰州
601年，隋文帝詔令境內建造佛塔及安奉舍利，交州地區亦有執行。據出土銘文《舍利塔銘》記載：「維大隋仁壽元年歲次辛酉十月，辛亥朔十五乙丑，皇帝普為一切法界幽顯生靈，謹於交州龍編縣禪眾寺奉安舍利，敬造佛塔。」根據這條材料，後世學者認為李佛子應與隋朝保持隸屬關係。
同年，隋朝要求李佛子進長安朝拜皇帝。李佛子違抗隋朝旨令，派內甥李大權率軍守龍編城，將領李普鼎率軍守烏延城，李佛子自己率軍守「越王古城」。602年年初，在楊素推擧下，隋朝派長安人劉方（卒於605年）為交州道行軍總管領軍進攻，在都隆岭擊敗前來迎敵的李佛子2千人軍隊。隋軍圍困古螺城，將被迫投降的李佛子押回隋朝京都長安，前李朝滅亡。

## 君主列表
| 稱號     | 封號                 | 姓名   | 年號 | 在位時間     |
| -------- | -------------------- | ------ | ---- | ------------ |
| 前李南帝 |                      | 李賁   | 天德 | 544年－548年 |
| 趙越王   | 明道開基聖烈神武皇帝 | 趙光復 | －   | 548年－571年 |
| 桃郎王   |                      | 李天寶 | －   | 548年－555年 |
| 後李南帝 | 英烈仁孝欽明聖武皇帝 | 李佛子 | －   | 555年－602年 |

## 世系图
- 前李朝君主世系圖